# Jobertus chrysolectrus
Jobertus chrysolectrus är en insektsart som beskrevs av William Lucas Distant 1893. Jobertus chrysolectrus ingår i släktet Jobertus och familjen ängsskinnbaggar. Inga underarter finns listade i Catalogue of Life.